# Provincia de Zaire
Zaire es una de las 21 provincias en que se encuentra dividida administrativamente Angola. Su capital es la ciudad de Mbanza Kongo, conocida antiguamente como São Salvador do Congo –San Salvador del Congo (en portugués)–.
La provincia tomó su nombre de la transcripción que realizaron los portugueses durante el siglo XV de la palabra río, que en lengua indígena es nzare.

## Municipios con población estimada en julio de 2018
- Cuimba 78,765
- Mbanza Congo 205,272
- Nóqui 27,184
- N'Zeto 54,439
- Soyo 258,599
- Tomboco 52,390

## Geografía física
La provincia de Zaire se encuentra en el noroeste de Angola. Limita al norte con la República Democrática del Congo (a través del río Zaire), al este con la provincia de Uíge, al sur con la provincia de Bengo y al oeste con el océano Atlántico.
La capital de la provincia, Mbanza Kongo está situada a 481 kilómetros de la ciudad Luanda y a 314 kilómetros de la ciudad Uíge
Tiene una extensión superficial de 40 130 km² con una población estimada de 362 852 habitantes en 2006.

### Climatología
La provincia tiene dos estaciones, una de noviembre a mayo, temporada de lluvias; y la otra que comprende desde junio hasta octubre, la estación seca. Los tipos de clima predominantes en la misma son el clima tropical húmedo y el semiárido. La temperatura oscila entre los 24° y los 26 °C.

### Hidrología
Los principales ríos que pasan por la provincia son el Congo, navegable; el Mbridge, Lufunde, Zadi, Cuilo y Buenga.

## Ecología

### Fauna y flora
La fauna y la flora de la región de Zaire es variada, desde sabanas hasta densas selvas tropicales. 

## Municipios
En la provincia se encuentran los municipios de:
- Mbanza Kongo (Concelho de Cambambe, antiguamente São Salvador do Congo) sede.
- Soyo (Concelho de Soyo, antiguamente Santo António do Zaire).
- Tomboco (Concelho de Tomboco, antiguamente Ambrizete).
- N'Zeto (Concelho de N'Zeto).
- Noqui (Concelho de Noqui).
- Cuimba (Concelho de Cuimba).

## Comunas
Los municipios de la provincia de Zaire están subdivididos en 23 comunas:
- Cuimba, sede:
  - Buela.
  - Luvaca, sede compartida.
  - Sierra de Canda.
- M'Banza Kongo, sede:
  - Caluca.
  - Luvu.
  - Mandinba.
  - Quiende.
- N'Zeto, sede:
  - Mussera.
  - Quibala Loje.
  - Quindeja.
- Noqui:
  - Lufico.
  - Mpala.
- Soyo, sede:
  - Pedra de Feitico.
  - Quelo.
  - Sumba, sede compartida.
- Tomboco, sede:
  - Quximba, sede compartida.
  - Quinzau.

## Demografía provincial
El idioma nacional, que también se habla en la provincia es el Kikongo y el grupo étnico predominante de la región es el bakongo.
Según los datos del censo general de población y vivienda de mayo de 2014, la provincia de Zaire tenía 567,225 habitantes , lo que corresponde al 2,3 por ciento de la población de Angola. El total de mujeres residentes en la provincia ascendía a 285 333, y el total de hombres a 281 892. Un 26,1 por ciento de la población vive en áreas urbanas, siendo la densidad de población de 15 habitantes por kilómetro cuadrado.

## Política
El gobierno de la provincia se compone de un gobernador y tres vicegobernadores. El gobernador de la provincia en 2019 era Pedro Marita Amando Júlia.

## Historia
El pueblo Kongo (o Bakongo) ocupó el valle del río Congo (o Zaire) a mediados del siglo XIII y formó el Reino Congo que existió de 1390 a 1891 como un estado independiente; y hasta 1914 como un estado vasallo del Reino de Portugal. La monarquía de Kongo fue abolida en 1914 tras sofocar Portugal diferentes revueltas. A partir de 1885 la Angola portuguesa incluyó el distrito del Congo que se dividió en 1919 en los distritos Cabinda y Zaire, situadas respectivamente al norte y al sur del río Congo (Zaire).
Durante la Guerra de Independencia de Angola (1961 - 1974), una gran parte de los Bakongo huyeron a la entonces República de Zaire –República Democrática del Congo desde 1997–. Tras alcanzarse el Tratado de Alvor, que reconocía la independencia de Angola, muchos de los refugiados y sus descendientes regresaron a sus ligares de origen.

## Industria
La explotación de los recursos naturales ha situado a la provincia de Zaire entre las economías más importantes de Angola. La industria provincial se centra en la explotación de recursos como el petróleo, la minería –asfalto, hierro, fosfatos, plomo y zinc; también en la extracción de oro, plata y diamantes. La industria agrícola se centra en la explotación del anacardo, la yuca, el aceite de palma, la piña, maní, arroz, soja y batata. Ganadería y pesca.

### Petróleo y gas natural
La zona de Soyo es una de las productoras de petróleo del país. En el año 2005 en la provincia se produjeron 15 000 barriles de crudo. En 2019 la compañía ENI (Ente Nazionale Idrocarburi) (Italia) halló en las aguas al norte de la costa de Angola, en la provincia de Zaire, un pozo en la Cuenca Marítima del Bajo Congo, a 180 kilómetros de la costa de Zaire, con una reserva de entre 450 y 650 millones de barriles de petróleo.
En la provincia se obtienen en 2018 en torno a 5,2 millones de toneladas de metros cúbicos de gas natural mediante una planta de gas situada en Soyo. El gas proviene de las plataformas petrolíferas de la región. La manufacturación del gas sin embargo en 2018 aún no había alcanzado el 100% de la producción, situándose la misma por debajo de la capacidad de rendimiento de la planta.

### Electricidad
En 2017 el entonces vicepresidente de la República de Angola, Manuel Domingos Vicente, inauguró una central térmica de Ciclo combinado en Soyo. La térmica de ciclo combinado de la provincia de Zaire fue la primera de este tipo puesta en funcionamiento en el país. La tecnología de ciclo combinado permite recuperar el calor producido, mediante Gas Natural, en lugar de emitirlo a la atmósfera. La capacidad de producción de la central es de 750 megavatios, lo cual permite abastecer de energía eléctrica tanto a Soyo como a otras zonas del país.

## Transporte

### Aeropuerto
La provincia de Zaire cuenta con tres aeropuertos:
- Aeropuerto de Soyo.
- Aeropuerto de Mbanza Congo con tres pistas pavimentadas y vuelos regulares a Luanda.
- Aeropuerto de N'zeto, para vuelos privados.

## Cultura

### Gastronomía
Los platos típicos son sacafolha, realizado con hojas de yuca; platos a base de pescado fresco y seco acompañados de funge de bombó, un plato realizado con harina de maíz o mandioca y agua;  y platos a base de carne de caza.

### Turismo
Entre los puntos de interés de la provincia se encuentran:
- Bahía de Musserra, a 56 kilómetros de N'Zeto: utilizada para baño y practicar deportes acuáticos.
- Playa Sirenes en Soyo.
- Playa de los pobres, ubicada en una zona privilegiada de la ciudad de Soyo, en la margen izquierda del río Zaire .
- Boca del río Congo .
- Cataratas del río Mbdrige en Soyo: acostumbrado al piragüismo y al rafting .
- Kwanda en el canal Pululu.
- Kimbumba Channel, located 2 kilometres (1.2 mi) east of Soyo.
- Cuevas de Zau Evua, a 80 kilómetros de M'Banza Congo.
- Cuevas Senga.

## Monumentos y lugares de interés
Entre los monumentos históricos y culturales se encuentra:
- Museo Kwambimbi: Antigua Casa del Rey en Mbanza Kongo.
- Yala Nkuw (Árbol de la fuerza o la sangre): lugar donde el rey de Kongo ejecutó veredictos.
- Ruinas de la Catedral: Primera Iglesia de Angola, construida en 1491. Fue visitada por el Papa Juan Pablo II.
- Puertos Rico y Pinda: Sirvieron como puertos para la exportación de esclavos.
- Ponta do Padrão : primer puerto que sirvió a los portugueses en 1482 para el descubrimiento de Angola por Diogo Cão.